# Коњско Брдо
Коњско Брдо је насељено мјесто у Лици, у општини Перушић, у Личко-сењској жупанији, Република Хрватска.

## Географија
Коњско Брдо се налази око 3 km сјевероисточно од Перушића. У близини насеља пролази ауто-пут Загреб-Сплит.

## Историја
До територијалне реорганизације у Хрватској насеље се налазило у саставу бивше велике општине Госпић.

### Усташки злочин у Коњском Брду
У Коњском Брду су усташе 15. јула 1941. године заклале 47 Срба. Једно од стратишта је Ћосић јама код Коњског Брда, која је уврштена у списак „Јаме безданке, масовне гробнице српског народа у Лици 1941. до 1945. године“.

## Становништво
Према попису из 1991. године, насеље Коњско Брдо је имало 287 становника. Према попису становништва из 2001. године, Коњско Брдо је имало 153 становника. Коњско Брдо је према попису из 2011. године имало 118 становника.
| Демографија | Демографија | Демографија |
| Година      | Становника  | Становника  |
| ----------- | ----------- | ----------- |
| 1961.       | 424         |             |
| 1971.       | 379         |             |
| 1981.       | 261         |             |
| 1991.       | 287         |             |
| 2001.       | 153         |             |
| 2011.       |             | 118         |

## Попис 1991.
На попису становништва 1991. године, насељено место Коњско Брдо је имало 287 становника, следећег националног састава:
| Попис 1991.‍  | Попис 1991.‍  | Попис 1991.‍ | Попис 1991.‍ | Попис 1991.‍ |
| ------------ | ------------ | ----------- | ----------- | ----------- |
|              |              |             |             |             |
| Хрвати       | Хрвати       |             | 280         | 97,56%      |
| Срби         | Срби         |             | 1           | 0,34%       |
| неопредељени | неопредељени |             | 3           | 1,04%       |
| непознато    | непознато    |             | 3           | 1,04%       |
| укупно: 287  |              |             |             |             |

## Знамените личности
- Славко Штимац, српски глумац
- Никола Лулић, преживели бродоломник са Титаника[7]